# Letlands ministerpræsidenter
Dette er en liste over Republikken Letlands ministerpræsidenter – der på dansk også kendes som statsministre eller premierministre.
Den nuværende ministerpræsident har siden den 23. januar 2019 været Krišjānis Kariņš fra partiet Jaunā Vienotība.

## Republikken Letland (1918–1940)
Partier:

      Latvijas Zemnieku savienība

      Uafhængig

      Sociāldemokrātu mazinieku un laukstrādnieku savenība

      Demokrātiskais Centrs

      Progresīvā jaunsaimnieku apvienība

      Latvijas Jaunsaimnieku un sīkgruntnieku partija

      Sovjetunionens kommunistiske parti
| Nr.           | Portræt                     | Navn (Født–Død)                                                                           | Periode           | Periode           | Periode    | Parti                                                       |
| Nr.           | Portræt                     | Navn (Født–Død)                                                                           | Tiltrædelse       | Afgang            | Antal dage | Parti                                                       |
| ------------- | --------------------------- | ----------------------------------------------------------------------------------------- | ----------------- | ----------------- | ---------- | ----------------------------------------------------------- |
| 1 (1 af 4)[1] |                             | Kārlis Ulmanis (1877–1942) Ministerpræsident for Overgangsregeringen 1. ministerpræsident | 18. november 1918 | 13. juli 1919     | 944        | Den Lettiske Bondeunion (LZS)                               |
| 1 (1 af 4)[1] | 14. juli 1919               | Kārlis Ulmanis (1877–1942) Ministerpræsident for Overgangsregeringen 1. ministerpræsident | 8. december 1919  |                   | 944        | Den Lettiske Bondeunion (LZS)                               |
| 1 (1 af 4)[1] | 9. december 1919            | Kārlis Ulmanis (1877–1942) Ministerpræsident for Overgangsregeringen 1. ministerpræsident | 11. juni 1920     |                   | 944        | Den Lettiske Bondeunion (LZS)                               |
| 1 (1 af 4)[1] | 12. juni 1920               | Kārlis Ulmanis (1877–1942) Ministerpræsident for Overgangsregeringen 1. ministerpræsident | 18. juni 1921     |                   | 944        | Den Lettiske Bondeunion (LZS)                               |
| 2 (1 af 2)    |                             | Zigfrīds Anna Meierovics (1887–1925) 2. ministerpræsident                                 | 19. juni 1921     | 26. januar 1923   | 587        | Den Lettiske Bondeunion (LZS)                               |
| 3             |                             | Jānis Pauļuks (1865–1937) 3. ministerpræsident                                            | 27. januar 1923   | 27. juni 1923     | 152        | Uafhængig                                                   |
| 2 (2 af 2)    |                             | Zigfrīds Anna Meierovics (1887–1925)                                                      | 28. juni 1923     | 26. januar 1924   | 213        | Den Lettiske Bondeunion (LZS)                               |
| 4             |                             | Voldemārs Zāmuēls (1872–1948) 4. ministerpræsident                                        | 27. januar 1924   | 18. december 1924 | 327        | Uafhængig                                                   |
| 5 (1 af 2)    |                             | Hugo Celmiņš (1877–1941) 5. ministerpræsident                                             | 19. december 1924 | 23. december 1925 | 370        | Den Lettiske Bondeunion (LZS)                               |
| 1 (2 af 4)    |                             | Kārlis Ulmanis (1877–1942)                                                                | 24. december 1925 | 6. maj 1926       | 134        | Den Lettiske Bondeunion (LZS)                               |
| 6             |                             | Arturs Alberings (1877–1934) 6. ministerpræsident                                         | 7. maj 1926       | 18. december 1926 | 226        | Den Lettiske Bondeunion (LZS)                               |
| 7 (1 af 2)    |                             | Marģers Skujenieks (1886–1941) 7. ministerpræsident                                       | 19. december 1926 | 23. januar 1928   | 401        | Sociāldemokrātu mazinieku un laukstrādnieku savenība (SDML) |
| 8             | Fil:Peteris Jurasevskis.jpg | Pēteris Juraševskis (1872–1945) 8. ministerpræsident                                      | 24. januar 1928   | 30. november 1928 | 312        | Demokrātiskais Centrs (DC)                                  |
| 5 (2 af 2)    |                             | Hugo Celmiņš (1877–1941)                                                                  | 1. december 1928  | 26. marts 1931    | 846        | Den Lettiske Bondeunion (LZS)                               |
| 1 (3 af 4)    |                             | Kārlis Ulmanis (1877–1942)                                                                | 27. marts 1931    | 5. december 1931  | 254        | Den Lettiske Bondeunion (LZS)                               |
| 7 (2 af 2)    |                             | Marģers Skujenieks (1886–1941)                                                            | 6. december 1931  | 23. marts 1933    | 474        | Progresīvā jaunsaimnieku apvienība (PJA)                    |
| 9             |                             | Ādolfs Bļodnieks (1889–1962) 9. ministerpræsident                                         | 24. marts 1933    | 16. marts 1934    | 358        | Latvijas Jaunsaimnieku un sīkgruntnieku partija (LJSP)      |
| 1 (4 af 4)[2] |                             | Kārlis Ulmanis (1877–1942)                                                                | 17. marts 1934    | 15. maj 1934      | 2287       | Den Lettiske Bondeunion (LZS)                               |
|               | 15. maj 1934                | Kārlis Ulmanis (1877–1942)                                                                | 19. juni 1940     | Uafhængig         | 2287       |                                                             |
| –[3]          |                             | Augusts Kirhenšteins (1872–1963)                                                          | 20. juni 1940     | 25. august 1940   | 66         | Sovjetunionens kommunistiske parti (SUKP)                   |

Noter:

^ Under i uafhængighedskrigen i 1918–1920 påberåbte to forskellige parter sig regeringsledelsen i Letland. Dette var den Lettiske SSR's regering, ledet af Pēteris Stučka, samt regeringen ledet af Andrievs Niedra, støttet af Tyskbaltere. Nogle kilder lister muligvis Stučka og Niedra som ministerpræsidenter for perioder, hvor deres regering kontrollerede det meste af Letland.
^ Den 15. maj 1934 opløste ministerpræsident Ulmanis parlamentet og forbød alle politiske partier (heriblandt hans eget parti Bondeunionen) og etablerede derved autoritært styre.
^ Marionetregering ledet af Augusts Kirhenšteins, der var blevet indsat af sovjetiske myndigheder. Ikke anerkendt af Letlands daværende regering.

## Republikken Letland(1990–)
Fra den 4. maj 1990 efter at have vedtaget Deklarationen for Genoprettelsen af Republikken Letlands Uafhængighed.

Partier:

      Letlands Folkefront (LTF)

      Latvijas Ceļš (LC)

      Uafhængig

      Tēvzemei un Brīvībai/LNNK (TB/LNNK)

      Tautas partija (TP)

      Jaunais laiks (JL)

      Latvijas Zaļā partija (LZP)

      Latvijas Pirmā partija/Latvijas Ceļš (LPP/LC)

      Vienotība (V)

      Liepājas Partija (LP)

      Jaunā Vienotība (JV)
| Nr.        | Portræt          | Navn (Født–Død)                                      | Periode            | Periode            | Periode    | Parti                                                          |
| Nr.        | Portræt          | Navn (Født–Død)                                      | Tiltrædelse        | Afgang             | Antal dage | Parti                                                          |
| ---------- | ---------------- | ---------------------------------------------------- | ------------------ | ------------------ | ---------- | -------------------------------------------------------------- |
| 1 (1 af 2) |                  | Ivars Godmanis (født 1951) 10. ministerpræsident     | 7. maj 1990        | 3. august 1993     | 1136       | Letlands Folkefront (LTF)                                      |
| 2          |                  | Valdis Birkavs (født 1942) 11. ministerpræsident     | 3. august 1993     | 15. september 1994 | 408        | Latvijas Ceļš (LC)                                             |
| 3          |                  | Māris Gailis (født 1951) 12. ministerpræsident       | 15. september 1994 | 21. december 1995  | 462        | Latvijas Ceļš (LC)                                             |
| 4 (1 af 2) |                  | Andris Šķēle (født 1958) 13. ministerpræsident       | 21. december 1995  | 13. februar 1997   | 595        | Uafhængig                                                      |
| 4 (1 af 2) | 13. februar 1997 | Andris Šķēle (født 1958) 13. ministerpræsident       | 7. august 1997     |                    | 595        | Uafhængig                                                      |
| 5          |                  | Guntars Krasts (født 1957) 14. ministerpræsident     | 7. august 1997     | 26. november 1998  | 476        | Tēvzemei un Brīvībai/LNNK (TB/LNNK)                            |
| 6          |                  | Vilis Krištopans (født 1954) 15. ministerpræsident   | 26. november 1998  | 16. juli 1999      | 232        | Latvijas Ceļš (LC)                                             |
| 4 (2 af 2) |                  | Andris Šķēle (født 1958)                             | 16. juli 1999      | 5. maj 2000        | 294        | Tautas partija (TP)                                            |
| 7          |                  | Andris Bērziņš (1951–) 16. ministerpræsident         | 5. maj 2000        | 7. november 2002   | 916        | Latvijas Ceļš (LC)                                             |
| 8          |                  | Einars Repše (født 1961) 17. ministerpræsident       | 7. november 2002   | 9. marts 2004      | 488        | Jaunais laiks (JL)                                             |
| 9          |                  | Indulis Emsis (født 1952) 18. ministerpræsident      | 9. marts 2004      | 2. december 2004   | 268        | Latvijas Zaļā partija (LZP)                                    |
| 10         |                  | Aigars Kalvītis (født 1966) 19. ministerpræsident    | 2. december 2004   | 7. november 2006   | 1113       | Tautas partija (TP)                                            |
| 10         | 7. november 2006 | Aigars Kalvītis (født 1966) 19. ministerpræsident    | 20. december 2007  |                    | 1113       | Tautas partija (TP)                                            |
| 1 (2 af 2) |                  | Ivars Godmanis (født 1951)                           | 20. december 2007  | 12. marts 2009     | 448        | Latvijas Pirmā partija/Latvijas Ceļš (LPP/LC)                  |
| 11         |                  | Valdis Dombrovskis (født 1971) 20. ministerpræsident | 12. marts 2009     | 3. november 2010   | 1777       | Jaunais laiks (JL) Jaunais laiks senere erstattet af Vienotība |
| 11         | 3. november 2010 | Valdis Dombrovskis (født 1971) 20. ministerpræsident | 25. oktober 2011   |                    | 1777       | Jaunais laiks (JL) Jaunais laiks senere erstattet af Vienotība |
|            | 25. oktober 2011 | Valdis Dombrovskis (født 1971) 20. ministerpræsident | 22. januar 2014    | Vienotība (V)      | 1777       |                                                                |
| 12         |                  | Laimdota Straujuma (født 1951) 21. ministerpræsident | 22. januar 2014    | 5. november 2014   | 750        | Vienotība (V)                                                  |
| 12         | 5. november 2014 | Laimdota Straujuma (født 1951) 21. ministerpræsident | 11. februar 2016   |                    | 750        | Vienotība (V)                                                  |
| 13         |                  | Māris Kučinskis (født 1961) 22. ministerpræsident    | 11. februar 2016   | 23. januar 2019    | 1077       | Liepājas Partija (LP)                                          |
| 14         |                  | Krišjānis Kariņš (født 1964) 23. ministerpræsident   | 23. januar 2019    | Siddende           | 2228       | Jaunā Vienotība (JV)                                           |